# Khairpur Tamewali
Khairpur Tamewali é uma cidade do Paquistão localizada na província de Punjab.